# Vonnák Mónika
Vonnák Mónika

## Szakmai pályafutása
Középiskolai tanulmányai alatt a nyári szünetben a Palatinus strandon figyelt fel rá egy modellmenedzser.
Eleinte ausztriai divatfotózásokon, és hazai televíziós felvételeken szerepelt, majd Sas István rendező kiválasztotta őt egy reklámfilm főszerepére. Innen indult el modell pályafutása.
Sas István irányította őt Módos Gábor divatfotóshoz, akinek a javaslatára érettségi után elvégezte az Állami Artistaképző Intézet modell- és manökenképző iskoláját.
A nyilvános vizsgabemutatón, melyre meghívták a reklám- és divatszakma jeles képviselőit, beválasztották őt több divatlap állandó modelljei közé, a Magyar Divat Intézet Vámos Magda által vezetett manökencsapatába, és Hajas László mesterfodrász, valamint a hazai Wella-csapat hajmodelljei közé.
Több neves fotós és divattervező kezdett el vele dolgozni.
Itthon többek között fotósai voltak: Módos Gábor, Novotta Ferenc, Dékán István, Zétényi János, Bacsó Béla, Czika László, Isza Ferenc
Szerepelt a Füles címlapján, a Nők Lapja, az Ez a Divat és ausztriai divatlapok oldalain, reklámplakátokon.
Rendszeres fellépője volt hazai, és külföldi divatbemutatóknak, mesterfodrászok versenyeinek.
Állandó háziasszonya volt a Vitray Tamás által vezetett Ideális család című műsornak, mely akkoriban az egyetlen televíziós családi vetélkedőműsor volt..
1990-ben a Budapesti Hilton szállodában megrendezett Queen of The Hungary szépségverseny döntőse volt.
Több hazai és nemzetközi reklámfilmben szerepelt, itthon ő volt a Clorox arca.
Rendszeresen dolgozott Sas Tamás, Sas István és Zilahy Tamás rendezőkkel, Gulyás Buda és Kapitány Iván operatőrökkel (aki később neves producerré vált).
Többen Hevesi Tamás "Ezt egy életen át kell játszani" című videoklipjének rendőrnőjeként emlékeznek rá.
Első gyermeke születése után megalapította saját modelliskoláját, valamint filmforgatásokra, castingokra segítette felkészíteni az amatőröket és kezdőket.
Dolgozott Pomezanski György élő televíziós műsorában mint szerkesztő-műsorvezető, közben saját castingügynökségét is létrehozta, és vezette. 
Reklámfilm-, és televíziós tartalomgyártás területén eleinte casting directorként, később felvételvezetőként, gyártásvezetőként, majd producerként tevékenykedett.
Marketing, PR, és kommunikáció területén végezte felsőfokú tanulmányait.
Jelenleg saját reklámkommunikációs és tartalomgyártó vállalkozását vezeti, valamint egy természet-, környezet-, és gyermekvédelmi alapítvány kuratóriumi elnöke.
2011-ben felkérték társszerzőnek egy médiáról szóló könyv megírásához is.
Ma saját cégét vezeti.
3 gyermek édesanyja, gyermekei: Anita, Kristóf és Kincső.

## Fotósai voltak
- Módos Gábor
- Novotta Ferenc
- Bacsó Béla
- Dékán István
- Zétényi János
- Czika László
- Isza Ferenc

## Reklámok, filmek, videoklipek, melyekben szerepelt
- Clorox[6]
- Állami Biztosító
- Postabank
- Cerbona
- Hungária Biztosító időjárás-jelentés[11][12]
- Suzuki
- Kodak[13]
- JVC
- Philips
- BB pezsgő
- K&H Bank
- Maggi
- MODI
- Beautiful Budapest
- Álarcosbál
- számos osztrák divat-, katalógus- és reklámfotózás (pl.JVC)
- Hevesi Tamás: Ezt egy életen át kell játszani[7]
- Szulák Andrea: Nem harap a néni[14]